# Phoriospongia lamella
Phoriospongia lamella är en svampdjursart som beskrevs av Lendenfeld 1888. Phoriospongia lamella ingår i släktet Phoriospongia och familjen Chondropsidae.
Artens utbredningsområde är havet kring Australien. Inga underarter finns listade i Catalogue of Life.